# اعتلال دماغ هاشيموتو
اعتلال دماغ هاشيموتو أو الاعتلال الدماغي المستجيب للستيرويدات المرتبط بالتهاب الغدة الدرقية المناعي الذاتي، هو اضطراب عصبي يتميز بوجود اعتلال دماغي وداء مناعي ذاتي في الغدة الدرقية واستجابة سريرية جيدة للستيرويدات القشرية. يرتبط هذا النوع من الاعتلالات الدماغية بالتهاب الغدة الدرقية لهاشيموتو، وقد وصف لأول مرة في عام 1966. يشار إليه أحيانًا باسم الاضطراب العصبي الصماوي، ولكن ما تزال علاقته بالجهاز الغدي الصماوي محل خلاف على نطاق واسع. يصنف مركز معلومات الأمراض الوراثية والنادرة التابع لمعاهد الصحة الوطنية الأمريكية هذا الاضطراب ضمن الأمراض النادرة.
نشرت نحو 200 حالة إصابة بهذا المرض حتى عام 2005، بينما نشرت 43 حالة بين عامي 1990 و 2000. منذ ذلك الوقت، انتشرت الأبحاث وسجل علماء من جميع أنحاء العالم العديد من الحالات. يشير ذلك إلى بقاء عدد كبير من الحالات دون تشخيص في الماضي، وأن المرض ليس نادر كما كان يعتقد. نشر أكثر من 100 مقال علمي حول اعتلال دماغ هاشيموتو بين عامي 2000 و2013.

## العلامات والأعراض
تظهر أعراض اعتلال دماغ هاشيموتو تدريجيًا على مدى 1- 12 عام. وقد تشمل ما يلي:
- تغيرات في الشخصية.
- عدوانية.
- سلوك وهامي.
- مشاكل في التركيز والذاكرة.
- غيبوبة.
- عدم التوجه.
- صداع.
- ارتعاش في العضلات (رمع عضلي في 65% من الحالات).
- سوء اتساق الحركات (رنح في 65% من الحالات).
- شلل جزئي في الجانب الأيمن.
- ذهان.
- نوبات صرعية (60% من الحالات).
- اضطرابات نوم (55% من الحالات).
- مشاكل في النطق (حبسة عابرة في 80% من الحالات).
- حالة صرعية (20% من الحالات).
- رعاش (80% من الحالات).

## الآلية الإمراضية
ما تزال الآلية الإمراضية غير معروفة، ولكن يعتقد أنه يحدث -كما يوحي اسمه- نتيجة اضطراب في المناعة الذاتية على غرار التهاب الغدة الدرقية لهاشيموتو.
ربط الباحثون اعتلال دماغ هاشيموتو بوجود أضداد ذاتية لإنزيم الألفا إنولاز، وهذا يتماشى مع الفرضية آنفة الذكر. يشكل الإنولاز الخطوة قبل الأخيرة في سلسلة تحلل السكر. يؤدي تثبيط هذا الإنزيم -عبر الارتباط بأضداد ذاتية مثلًا- إلى انخفاض إنتاج الخلايا للطاقة، وهذا سيقود بدوره إلى ضمور العضو المصاب.
يحدث الاعتلال الدماغي نتيجة تقلص حجم الخلايا استجابةً لنقص الطاقة (و/ أو نتيجة موت بعض الخلايا في الحالات الشديدة عن طريق النخر الخلوي أو الموت المبرمج، وذلك يختلف بحسب موقعها). ينجم ذلك عن عدم توفر كميات كافية من الأدينوسين ثلاثي الفوسفات للحفاظ على الوظائف الخلوية، وبشكل خاص عمل مضخة الصوديوم والبوتاسيوم المعتمدة عليه. يؤدي ما سبق إلى فقدان المدروج الذي يسيطر على مبادل الصوديوم والكالسيوم. يحافظ هذا الأخير عادةً على بقاء شوارد الكالسيوم خارج الخلايا كي لا تتراكم وصولًا لمستويات سامة تؤدي إلى تمزق الجسيمات الحالة والموت الخلوي المبرمج. يؤدي انخفاض الطاقة إلى فشل مضخات الداينين والكينسين المعتمدة على الأدينوسين ثلاثي الفوسفات وبالتالي خسارة النقل المشبكي، وهذا يؤدي في بدوره إلى اضطراب وظيفة الخلايا العصبية الدماغية و/ أو المحيطية.

### الباثولوجيا
لا يعلم الباحثون الكثير عن باثولوجيا اعتلال دماغ هاشيموتو. أظهرت الدراسات التي أجريت على بعض المرضى بعد وفاتهم وجود التهاب أوعية لمفاوي في وريدات وأوردة جذع الدماغ مع دباق منتشر في المادة الرمادية بشكل كبير مقارنةً بالمادة البيضاء.
كما ذكرنا سابقًا، تعتبر فرضية أضداد إنزيم الألفا إنولاز الفرضية الأكثر استخدامًا في تفسير اعتلال دماغ هاشيموتو.

## التشخيص

### النتائج المخبرية والشعاعية
- ارتفاع إنزيمات الكبد (في 55% من الحالات).
- ارتفاع هرمون الغدة الدرقية (في 55% من الحالات).
- ارتفاع معدل ترسيب كرات الدم الحمراء (في 25% من الحالات).

نتائج السائل الدماغي النخاعي:
- ارتفاع البروتين (في 25% من الحالات).
- سلبي للبروتينات 14-3-3.
- قد يحتوي على أجسام مضادة للغدة الدرقية.
- يظهر تصوير الدماغ بالرنين المغناطيسي تشوهات تتوافق مع الاعتلال الدماغي في 26% من الحالات.
- يظهر التصوير المقطعي المحوسب بإصدار فوتون واحد انخفاض تروية بؤري وشامل في 75% من الحالات.
- يكون تصوير الأوعية الدماغية طبيعي.

يضطرب هرمون الغدة الدرقية في أكثر من 80% من الحالات:
- قصور غدة درقية تحت سريري في 35% من الحالات.
- قصور غدة درقية صريح في 20% من الحالات.
- فرط نشاط الغدة الدرقية في 5% من الحالات.
- سواء درقي على ليفوثيروكسين في 10% من الحالات.
- سواء درقي دون ليفوثيروكسين في 20 % من الحالات.

- ترتفع جميع أضداد الدرق في المرض دون ارتباط مستوياتها بشدته، وهذا يتضمن أضداد البيروكسيداز الدرقية وأضداد الغلوبيولين الدرقية.

لا يعتبر تخطيط كهربية الدماغ مشخصًا للمرض على الرغم من كونه غير طبيعي في جميع الحالات تقريبًا (98% من الحالات). يكون النظم البطيء المنتشر –المعمم- أو نشاط دلتا الإيقاعي المتقطع من أشيع الموجودات المشاهدة في مخطط كهربية الدماغ. تتضمن الموجودات المشاهدة أيضًا ما يلي: موجات بارزة ثلاثية الأطوار وتباطؤ بؤري وتبدلات صرعية الشكل واستجابات متخلجة بالضوء ورمعية عضلية ضوئية المنشأ.

### التعريف
يحدث اعتلال دماغي انتكاسي مع التهاب الغدة الدرقية لهاشيموتو بوجود مستويات عالية من الأجسام المضادة للغدة الدرقية. قد تقدم الحالة سريريًا عرض واحد أو أكثر. تكون البداية في معظم الحالات تدريجية، وقد تمر دون أن يلاحظها المريض والمقربين منه. تختفي الأعراض أحيانًا من تلقاء نفسها في غضون أيام إلى أسابيع ما يترك المرض دون تشخيص. مع ذلك، قد يسبب المرض لدى البعض مشاكل مستمرة وأعراض متنوعة قد تربك الأطباء بسبب طبيعتها المنتشرة.

### التشخيص التفريقي
- مرض آلزهايمر.
- الحوادث الوعائية الدماغية (السكتة الدماغية).
- مرض كروتزفيلد جاكوب.
- الصرع.
- الصداع النصفي (وهذا يتضمن النمط القاعدي والفالجي والشبكي).
- أشكال أخرى من التهابات الدماغ المناعية الذاتية، وهذا يتضمن التهابات الدماغ الحوفية كالتهاب الدماغ بأضداد مستقبلات نمدا مثلًا.
- الفصام.
- تسرب السائل الدماغي الشوكي العفوي.
- التهابات الدماغ الفيروسية.
- نوبات نقص التروية العابر.

## العلاج
يستجيب معظم المرضى للعلاج بالستيرويدات القشرية أو مثبطات المناعة، ولهذا يشار إلى هذه الحالة باسم اعتلال الدماغ المستجيب للستيرويد.
يتضمن العلاج الأولي عادةً البريدنيزون الفموي (50- 150 مغ/ يوم) أو جرعات عالية من ميثيل البريدنيزولون الوريدي (1 غ/ يوم) لمدة 3- 7 أيام، وتعالج اضطرابات هرمون الغدة الدرقية إن استدعى الأمر ذلك. أدى فشل الاستجابة لهذا العلاج إلى إنتاج مجموعة متنوعة من العلاجات البديلة كالآزاثيوبرين والسيكلوفوسفاميد والكلوروكين والميثوتركسيت وتسريب الغلوبولينات المناعية الوريدية بشكل دوري وتبديل البلازما. لم تجر أي تجارب مضبوطة بمجموعات مقارنة، ولهذا يبقى العلاج الأمثل غير معروف.
تستخدم مضادات الصرع التقليدية للسيطرة على النوبات الصرعية إن وجدت.

## سير المرض
تتراوح مدة العلاج عادةً ضمن المجال 2- 25 سنة. أشارت تقارير سابقة إلى دخول المرض بحالة من الهجوع بعد التوقف عن العلاج في نحو 90% من الحالات. يتعارض هذا مع الدراسات الحديثة التي تشير إلى أن النكس يحدث عادةً بعد العلاج الأولي بجرعات عالية من الستيرويد. قد يؤدي المرض إلى الغيبوبة والموت في حال بقي دون علاج.